# Schauspielhaus Ljubljana

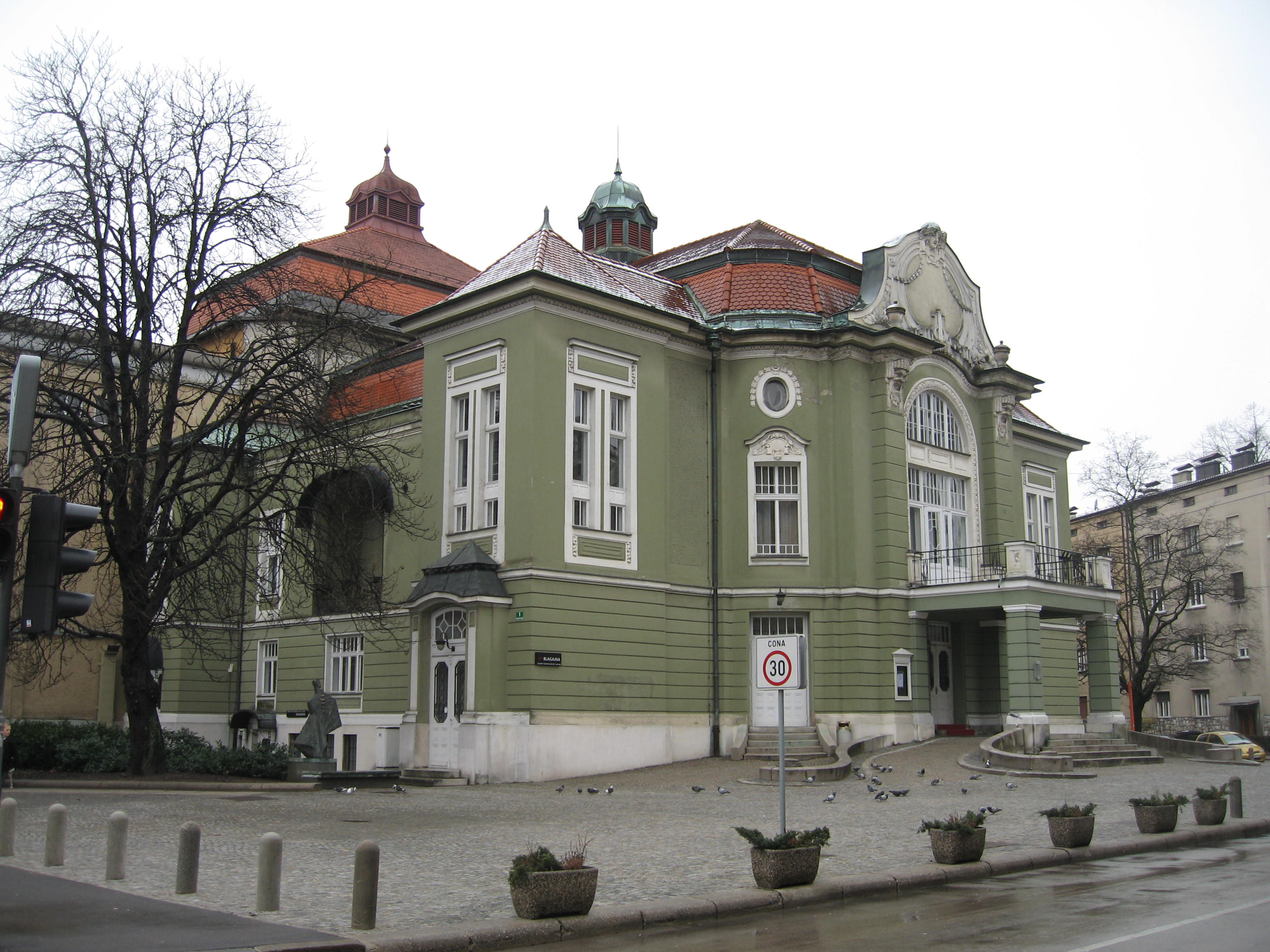
Schauspielhaus Ljubljana

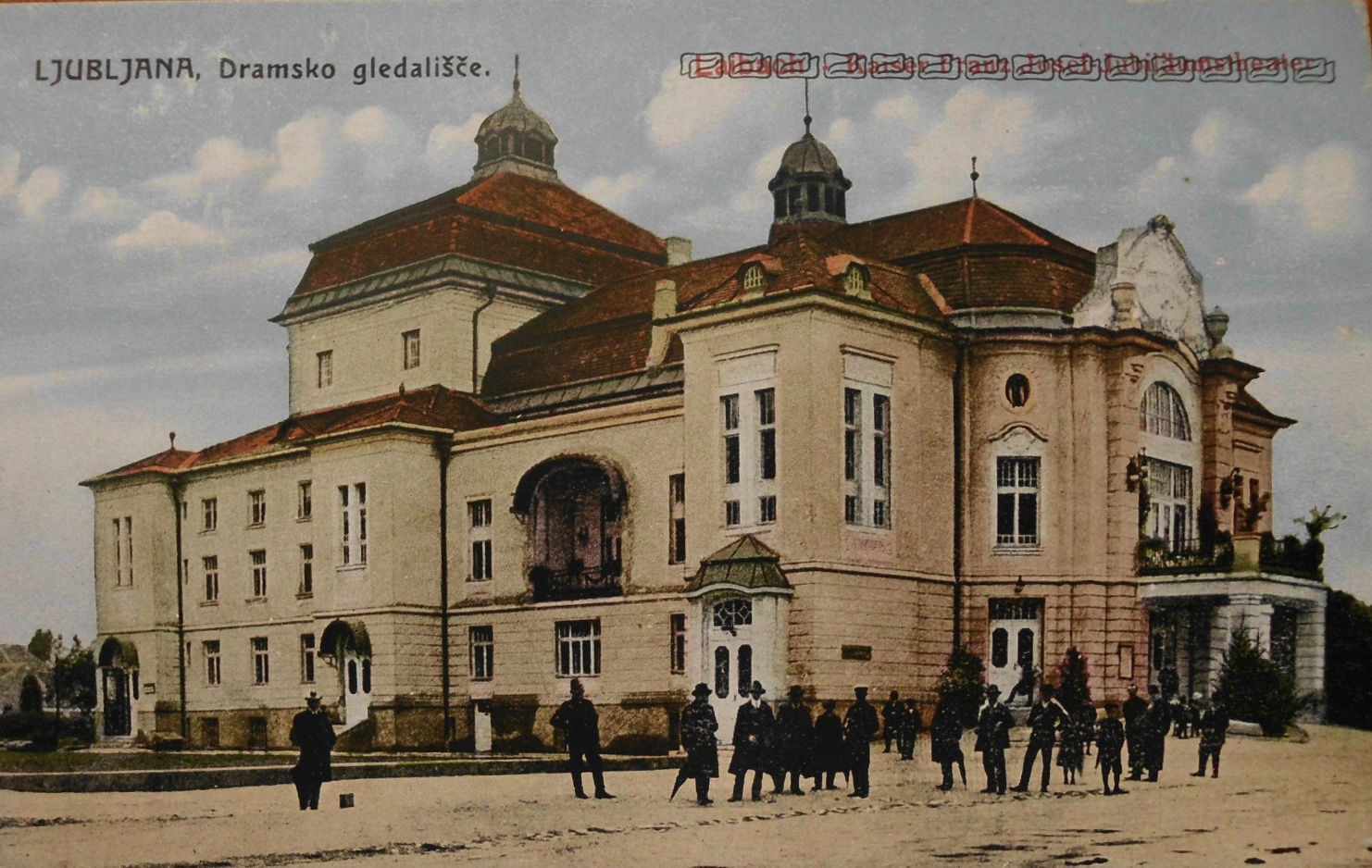
Schauspielhaus Ljubljana, etwa 1920

Das Schauspielhaus Ljubljana ist ein im Stil des Späthistorismus errichteter Theaterbau im Zentrum von Laibach an der Kreuzung Erjavčeva cesta und Slovenska cesta.
Es ist der Sitz des Slowenischen Nationaltheaters Drama Ljubljana.

## Geschichte
Zu Beginn des 18. Jahrhunderts stand an der Stelle des heutigen Schauspielhauses das Ballhaus, erbaut von Jakob von Schellenburg. In dem dreistöckigen Gebäude fanden Festlichkeiten, verschiedene Ballspiele, Tänze, Fechten und dergleichen statt. Ab 1781 diente es als Speicher, nachdem 1784 die Redoute gebaut wurde. Die Gemeinde kaufte das Haus 1892 und riss es zusammen mit drei anderen Nachbarhäusern ab. An dieser Stelle entstand dann zwischen 1909 und 1911 das Deutsche Theater des Deutschen Theatervereins nach Plänen des Wiener Architekten Alexander Graf, benannt nach Kaiser Franz Joseph I. Im Theater wurden hauptsächlich deutsche Stücke gezeigt.
Während des Ersten Weltkriegs verwandelten die Behörden das Gebäude in ein Kino. 1919 ging das Haus in die Trägerschaft des Slowenischen Theaterkonsortiums über und wurde in Dramsko gledališke (Dramentheater) umbenannt.
Im Laufe der Jahre wurde der Namen des Theaters mehrfach verändert, und zwar in Königliches Theater (1919), Nationaltheater (1920), Staatstheater (1943), Slowenisches Nationaltheater im befreiten Gebiet (1944), Drama des Slowenischen Nationaltheaters in Ljubljana (1944). Seit 1992 heißen Gebäude und Ensemble Slowenisches Nationaltheater Drama Ljubljana.

## Architektur
Das Gebäude hat eine dominante Architektur mit einer abwechslungsreichen Baumasse, von der sich der Bühnenturm auf der Südseite abhebt. Das Äußere ist eine Kombination aus eckigen und runden Formen. Das Gebäude hat einen Haupteingang und drei Ausgänge an beiden Seitenfassaden. An der Hauptfassade ist der obere Teil von einem breiten halbkreisförmigen geschlossenen Fenster durchbrochen und darüber befindet sich eine Volutenfront mit einer großen Jugendstil-Kartusche, an der sich früher die Inschrift Kaiser-Franz-Joseph-Jubiläums-Theater befand. Über dem Haupteingang befinden sich ein Balkon auf zwei Säulen und eine zweiseitige Zugangsrampe.
1952 erfolgte die erste Renovierung und Erweiterung der Bühne. Zwischen 1964 und 1967 wurden größere Erweiterungen an den Seiten des Bühnenturms errichtet (Architekt Dušan Medved), 1976 wurde die Umgebung des Gebäudes begrünt und gepflastert. Das gesamte Areal wurde nach der Idee des Architekten Miloš Bonča gestaltet. Zwischen 1978 und 1979 wurde der Saal innen renoviert und mit neuen Stühlen für 500 Personen ausgestattet (Architekt und Bühnenbildner Mirko Lipužič). 1987 wurde unter der Leitung des Architekten Borot Rotovnik das Äußere des älteren Gebäudeteils renoviert und auf der Grundlage von Sondierungen und vergleichenden Analysen die grüne Farbe der Fassaden zurückgegeben.
In der Eingangshalle befinden sich Büsten der Pioniere des slowenischen Theaters: Levstik, Cankar, Linhart und Župančič sowie eine Gedenktafel, die zum 30. Jahrestag der slowenischen Aufführungen enthüllt wurde.